# Giáo hoàng Anastasiô I
Anastasius I (tiếng Việt gọi là Anastasiô I) là người kế nhiệm Giáo hoàng Siricius và là vị Giáo hoàng thứ 39 của Giáo hội Công giáo. Ông được suy tôn là một vị thánh Công giáo. Theo niên giám tòa thánh năm 1861 thì ông lên ngôi năm 897 và ở ngôi trong 3 năm và 10 ngày. Niên giám tòa thánh năm 2003 xác định triều đại của ông bắt đầu từ ngày 27 tháng 11 năm 399 cho tới ngày 19 tháng 12 năm 401.
Truyền thuyết cho rằng Anastasius I sinh trong gia đình Massimi ở Rôma. Ông đã lên án Ôrigênê và những người theo phái Đônatô. Origenes (185-255) sinh tại Alexandria. Ông chủ trương nhiều điều sai lầm về Chúa Ba Ngôi, về số phận các linh hồn. Ông tìm hiểu về sự tùng phục giữa Ngôi Con và Ngôi Cha, giữa Ngôi Ba và Ngôi Hai. Đặc biệt ông chủ trương các linh hồn mắc tội trọng chỉ phải qua luyện ngục rồi sẽ được cứu rỗi, quỷ dữ cũng thế. Nghĩa là ông không công nhận tính vĩnh cửu của hỏa ngục.
Những sai lầm đó đã bị Giáo hoàng Anastasius và thánh Gieronimô bác bỏ. Ông cấm các tác phẩm của Ôrigênê mang ý tưởng lạc giáo. Tuy vậy, ông được xem là một người hòa giải, đặc biệt là vào lúc tranh cãi với Ôrigênê. Ông rất chú ý đến sự yên tĩnh của các Ki-tô hữu mà trong cơn bách hại đã vì yếu đuối mà chối đạo. Chúng ta còn giữ được vài bức thư chứng tỏ sự nhân từ rất huynh đệ này. 
Trong triều đại của mình, ông đã giải quyết cuộc ly giáo giữa Roma và Giáo hội Antioch, mạnh mẽ chống lại những người theo bè rối Donatism thực hành vô luân; họ chủ trương thiên tính cũng ẩn tàng trong những đồ vật.
Anastasius I chỉ thị các linh mục nên đứng trong khi đọc Tin Mừng và cấm phong chức linh mục cho người có tật xấu thể xác; cấm các Giám mục truyền chức cho những người thuộc giáo phận khác, khi chưa nhận được tờ Dimissoria do Giám mục của đương sự gửi đến.
Trong số các bạn thân của Anastasius có thể kể đến là thánh Augustine; thánh Paulinus của Nola (Paulin De Nole); thánh Jérome (thánh Jêronimô). Jerome nói rằng: "ông là một con người của đời sống thiêng liêng, có tâm hồn nghèo khó" (Jerome speaks of him as a man of great holiness who was rich in his poverty.)
Giáo hoàng Anastasius được coi là người đã tham gia vào việc xây dựng thánh đường Basilica Crescenziana (Roma). Ông mất qua ngày 19 tháng 12 năm 401. Lễ kính ngày 27 tháng 4 (?).